# Moteur atomique
 (septembre 2020).
Si vous disposez d'ouvrages ou d'articles de référence ou si vous connaissez des sites web de qualité traitant du thème abordé ici, merci de compléter l'article en donnant les références utiles à sa vérifiabilité et en les liant à la section « Notes et références ».
Un moteur atomique est un moteur qui utilise une réaction nucléaire, la fission nucléaire, pour fournir une poussée permettant de déplacer une charge.
Actuellement deux versions de ce type de propulsion nucléaire ont été testées : une est de type statoréacteur et l'autre de type moteur-fusée. Toutes deux utilisent la fission nucléaire comme source d'énergie.

## Type statoréacteur
Un réacteur expérimental fut construit et des tests furent entrepris par les États-Unis à la fin des années 1950 sous la dénomination de « projet Pluto ».
- Ce moteur est constitué de tubes métalliques assemblés en faisceaux.
- Entre les tubes, on glisse des barres de matériaux fissiles produisant une grande quantité de chaleur (comme dans les réacteurs nucléaires).
- L'air pénètre d'un côté du réacteur dans les tubes, se réchauffe et accélère fortement sous l'effet de la dilatation, provoquant une poussée très importante (comme dans un moteur à réaction chimique classique).
- Malgré sa masse (d'environ 20 tonnes), ce réacteur développe suffisamment de poussée pour se mouvoir avec une charge importante.

### Inconvénients
- Ce moteur diffuse autour de lui beaucoup de rayonnements ionisants (rayons gamma et neutrons).
- En cas d'accident, la catastrophe écologique est majeure.
- Les composants (les tubes et leurs supports) résistent assez mal aux chocs thermiques et aux efforts mécaniques énormes qui leur sont imposés.
- Il ne peut fonctionner que dans une atmosphère ou dans un liquide.

## Typemoteur-fusée
Un gaz (du dihydrogène) passe dans un échangeur réchauffé par le réacteur nucléaire, ou bien directement dans le réacteur, puis est éjecté par une tuyère.

### Utilisation
- Le moteur NERVA, sans échangeur.

## En fiction
- Dans Les Aventures de Tintin, le moteur de la fusée qui va sur la Lune dans le couple d'albums Objectif Lune et On a marché sur la Lune est un moteur atomique.